# 皮梅勒
皮梅勒（法語：Pimelles，法語發音：[pimɛl]）是法国勃艮第-弗朗什-孔泰大区约讷省的一个市镇，属于阿瓦隆区。

## 地理
皮梅勒（47°50'17"N, 4°10'40"E）面积9.91 平方千米，位于法国勃艮第-弗朗什-孔泰大區约讷省，该省份为法国中北部内陆省份，西接卢瓦雷省，西北接塞纳-马恩省，南至涅夫勒省，东临科多尔省，东北与奥布省接壤。
与皮梅勒接壤的市镇（或旧市镇、城区）包括：克吕济勒沙泰勒、昂西勒利布尔、邦村、格朗、唐莱。

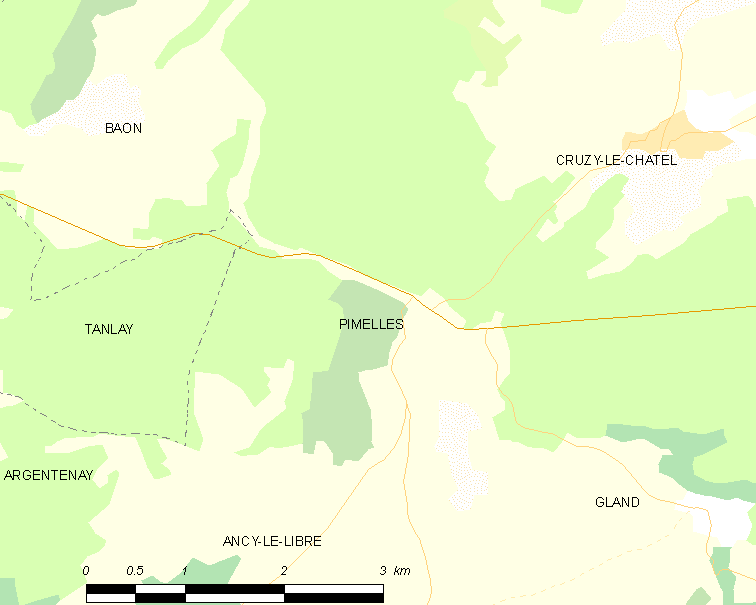
皮梅勒的OSM定位图

皮梅勒的时区为UTC+01:00、UTC+02:00（夏令时）。

## 行政
皮梅勒的邮政编码为89740，INSEE市镇编码为89299。

## 政治
皮梅勒所属的省级选区为托内鲁瓦县。

## 人口

1962-2008年间皮梅勒人口变化图示

皮梅勒于2022年1月1日时的人口数量为62人。